# Банда (народ)
Вижте пояснителната страница за други значения на Банда.
Банда е името на народ, живеещ на територията на Централноафриканската република (ЦАР).
Част от него живее в Демократична република Конго (Киншаса) и Камерун и вероятно Судан. Говорят на език от адамава-убангиската подгрупа от нигер-конгоанските езици и е близък до гбаяския и нгбандиския езици. Най-голямата етническа група в ЦАР. В края на 20 век наброяват 1,3 млн. души.
Народът банда почива на патриархалния ред. Хората живеят в малки селища и признават местното върховенство на старейшина, в замяна на което получават земя. Отглеждат царевица, маниока, фъстък, батат и тютюн. Мъжете ходят на лов и риболов, а жените събират диви растения и обработват земята. Занаятчиите създават дялани ритуални и битови предмети. Известни са най-вече с тъпаните във формата на животни.
Когато осъществяват контакт с европейците за първи път, народът не е организиран в държава. Избират военен вожд само при кризисни обстоятелства, след които властта им приключва. По традиция преди сключването на брак младоженецът или неговият род трябва да подари нещо на младоженката или нейния род, като често даровете били железни сечива.